# Военное стальное
«Вое́нное стально́е» — ювелирное яйцо, одно из пятидесяти двух императорских пасхальных яиц, изготовленных фирмой Карла Фаберже для русской императорской семьи.
Создано в 1916 году для императора Николая II и подарено на Пасху его супруге, императрице Александре Фёдоровне.
В настоящий момент яйцо находится в музее Оружейной палаты в Москве и остаётся одним из немногих яиц Фаберже, не покидавших пределы России.

## Дизайн

### Яйцо
Яйцо имеет строгий облик: стальной блестящий корпус разделен двумя гладкими горизонтальными линиями на три части. В центре размещены золотые накладные изображения герба Российской империи, святого Георгия, даты «1916», окруженной лавровым венком, и монограммы Александры Фёдоровны. Венчает яйцо золотая императорская корона. Подставка выполнена из нефрита с золотой каймой, на которой по углам размещены четыре стальных артиллерийских снаряда.

### Сюрприз
Внутри яйца находится мольберт с акварельной миниатюрой. На миниатюре изображены император Николай II и царевич Алексей на позиции русских войск. В верхней части расположен эмалевый орден Святого Георгия с лентой. Сам мольберт стилизован под вензель Александры Фёдоровны. Высота сюрприза — 65 мм.

## История
Яйцо было создано в подарок жене императора Николая, Александре Фёдоровне на Пасху в 1916 году. В 1927 было передано Валютным фондом Наркомфина в музей Московского кремля.